# Pilten (Nunatak)
Der Pilten (norwegisch für Knirps) ist ein Nunatak im ostantarktischen Königin-Maud-Land. Im Gebirge Sør Rondane ragt er im nördlichen Abschnitt des Gjelbreen auf.
Norwegische Kartografen, die ihn auch deskriptiv benannten, kartierten ihn 1957 anhand von Luftaufnahmen der US-amerikanischen Operation Highjump (1946–1947).